# Diatraea morobe
Diatraea morobe là một loài bướm đêm trong họ Crambidae.